# Xyletobius proteus
Xyletobius proteus är en skalbaggsart som beskrevs av Perkins 1910. Xyletobius proteus ingår i släktet Xyletobius och familjen trägnagare.

## Underarter
Arten delas in i följande underarter:
- X. p. proteus
- X. p. apicalis
- X. p. dorsalis
- X. p. hastatus
- X. p. maurus
- X. p. simplex